# Crise financeira de 2007–2008
Crise financeira de 2007–2008 foi uma conjuntura econômica global que foi precipitada pela falência do tradicional banco de investimento norte-americano Lehman Brothers, fundado em 1850. Em efeito dominó, outras grandes instituições financeiras quebraram, no processo também conhecido como Crise do subprime.
Para evitar um colapso, o governo norte-americano renacionalizou as agências de crédito imobiliário Fannie Mae e Freddie Mac, privatizadas em 1968, que a partir de então, ficaram sob controle governamental e assim permanecerão por tempo indeterminado. O governo americano injetou 200 bilhões de dólares nas duas agências, e esta é considerada a maior operação de socorro financeiro feita pelo governo norte-americano até então.
Em outubro de 2008, a Alemanha, a França, a Áustria, os Países Baixos e a Itália anunciaram pacotes que somavam 1,17 trilhão de euros (US$ 1,58 trilhão ≈ R$ 2,76 trilhões, em valores correntes na época) em ajuda aos seus sistemas financeiros. O PIB da Zona Euro teve uma queda de 1,5% no quarto trimestre de 2008, considerando o trimestre anterior, e esta foi a maior contração da História da economia nessa região.

## História
Segundo George Soros, esse período de crise foi precipitado por uma "bolha" no mercado de residências e, em certos aspectos, foi muito similar às crises que ocorreram, desde a Segunda Guerra Mundial, em intervalos de 4 a 10 anos. Entretanto, Soros fez uma importante distinção entre essa crise e as anteriores, considerando a crise atual como o clímax de uma superexpansão ("super-boom") que ocorreu nos últimos 60 anos. Segundo Soros, os processos de expansão-contração ("boom-bust") giram ao redor do crédito, e envolvem uma concepção errônea, que se baseia na incapacidade de se reconhecer a conexão circular reflexiva entre o desejo de emprestar e o valor das garantias colaterais. Crédito fácil cria uma demanda que aumenta o valor das propriedades, o que, por sua vez, aumenta o valor do crédito disponível para financiá-las. As bolhas começam quando as pessoas passam a comprar casas, na expectativa de que sua valorização permitirá a essas pessoas refinanciar suas hipotecas, com lucros. Isso foi o que aconteceu nessa última crise.

### Origem

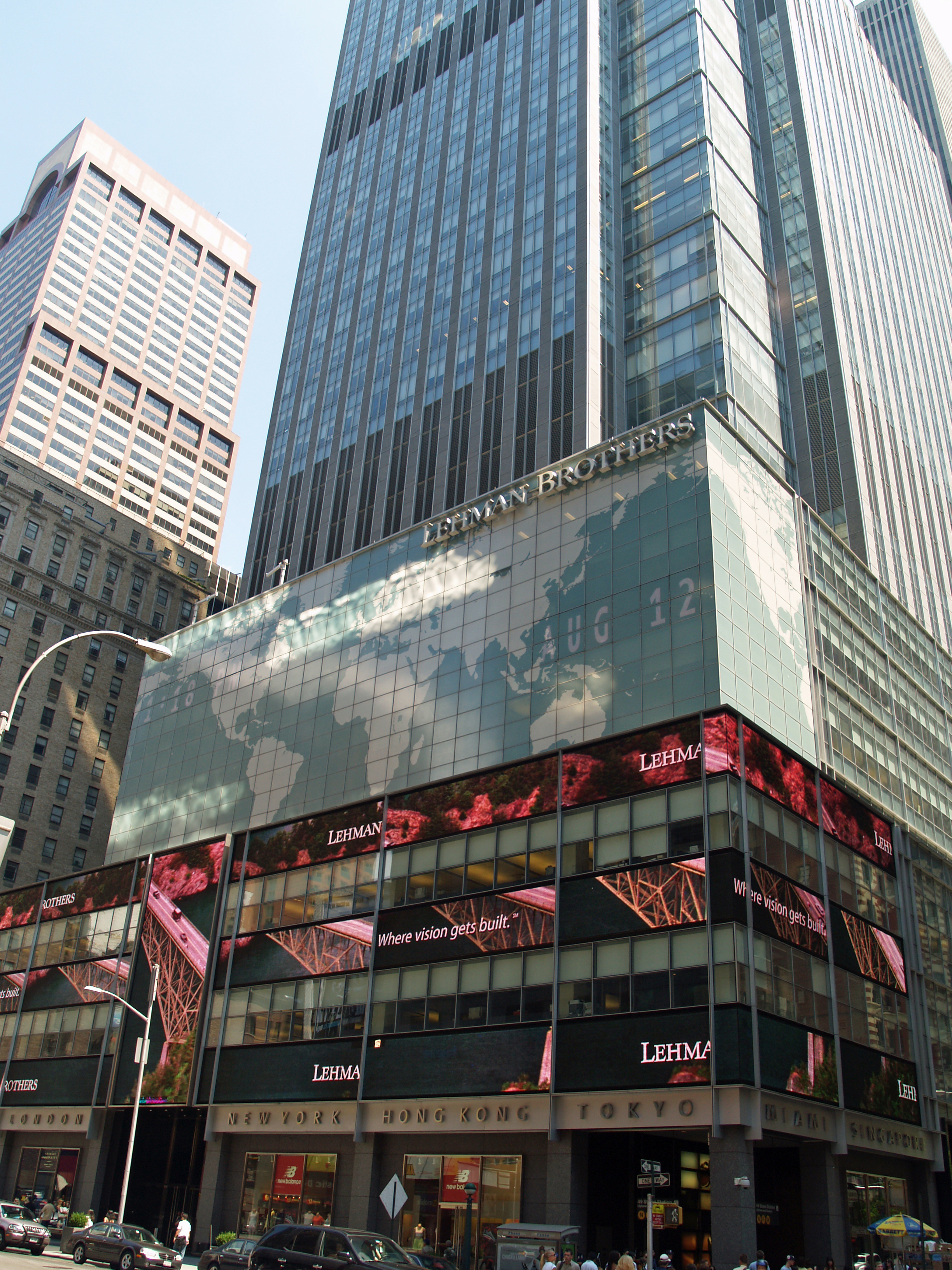
Antiga sede do Lehman Brothers em Manhattan, Nova Iorque.

Alguns economistas consideram que a crise dos subprimes tem sua causa primeira no estouro da chamada "bolha da Internet" (em inglês, dot-com bubble), em 2001, quando o índice Nasdaq (que mede a variação de preço das ações de empresas de informática e telecomunicações) despencou. Segundo Paul Krugman, "para combater a recessão, o Sistema de Reserva Federal dos Estados Unidos (Fed) precisava de mais do que uma recuperação rápida; precisava aumentar dramaticamente as despesas das famílias para compensar o moribundo investimento das empresas. E, para fazer isso, como Paul McCulley da PIMCO coloca, Alan Greenspan, presidente do Fed, precisava criar uma bolha imobiliária para substituir a bolha do Nasdaq, orientando os investimentos para o setor imobiliário.
O Fed adotou uma política de taxas de juros muito baixas e de redução das despesas financeiras, induzindo os intermediários financeiros, e imobiliários, a incitar uma clientela cada vez maior a investir em imóveis, principalmente através da Fannie Mae e da Freddie Mac, que já vinham crescendo muito, desde que diferentes governos e políticos dos Estados Unidos as usaram para financiar casas aos mais pobres. O governo garantia os investimentos feitos por essas duas empresas. Bancos de vários países do mundo, atraídos pelas garantias do governo, acabaram emprestando dinheiro a imobiliárias através da Fannie Mae e da Freddie Mac, que estavam autorizadas a captar empréstimos em qualquer lugar do mundo.
Foi assim criado o sistema das hipotecas subprimes, empréstimos hipotecários de alto risco e de taxa variável, concedidos às famílias "frágeis", ou seja, para os clientes apelidados de "ninja" (um acrônimo para "sem renda, sem emprego e sem patrimônio"). Na realidade, eram financiamentos de casas, muitas vezes conjugados com a emissão de cartões de crédito, concedidos a famílias que os bancos sabiam de antemão não ter renda familiar suficiente para poder arcar com suas prestações.
Num passo seguinte, os bancos que criaram essas hipotecas criavam derivativos negociáveis no mercado financeiro, instrumentos sofisticados para securitizá-las, isto é, transformá-las em títulos livremente negociáveis - por elas lastreados - que passaram a ser vendidos para outros bancos, instituições financeiras, companhias de seguros e fundos de pensão pelo mundo afora. Por uma razão que se desconhece, as agências mundiais de crédito deram a chancela de AAA - a mais alta - a esses títulos.
Além da facilitação do crédito, outro aspecto que contribuiu para o endividamento familiar foi a estagnação da renda de muitas famílias norte-americanas a partir da década de 1980, sendo essa estagnação associada a um processo de concentração de renda. Nesse contexto, o endividamento médio das famílias, que, em 1980, correspondia a 72% da renda disponível, chegou, em 2006, a representar 140% da renda disponível.
Quando a Reserva Federal, em 2005, aumentou a taxa de juros para tentar reduzir a inflação, desregulou-se a máquina: o preço dos imóveis caiu, tornando impossível seu refinanciamento para os clientes ninja, que se tornaram inadimplentes em massa, e esses títulos derivativos se tornaram impossíveis de ser negociados a qualquer preço, o que desencadeou um efeito dominó, fazendo balançar o sistema bancário internacional, a partir de agosto de 2007.
A jornalista Hanna Rosin argumenta que os milhões de adeptos da teologia da prosperidade podem ter influenciado o problema no mercado imobiliário, que causou a crise econômica de 2008-2009, por ignorar fatores como salários por hora e extrato de conta bancária, bem como causa e efeito, e um cálculo prudente dos gastos oferecidos, em favor de "milagres financeiros e a ideia de que o dinheiro é uma substância mágica que vem como um dom do alto".

### A superexpansão (superboom) de 60 anos

Mapa-múndi mostrando taxas de crescimento real do PIB para 2009. (Países em marrom estavam em recessão econômica.)

Nos últimos 60 anos, cada vez que a expansão do crédito entrou em crise, as autoridades financeiras agiram injetando liquidez no sistema financeiro e adotando medidas para estimular a economia. Isso criou um sistema de 'incentivos assimétricos', conhecido nos Estados Unidos como moral hazard, que encorajava uma expansão de crédito cada vez maior. George Soros comenta: "O sistema foi tão bem sucedido que as pessoas passaram a acreditar naquilo que o então presidente Reagan chamava de "a mágica dos livres-mercados" e que eu chamo de fundamentalismo de livre mercado. Os fundamentalistas de livre mercado acreditam que os mercados tendem a um equilíbrio natural e que os interesses de uma sociedade serão alcançados se cada indivíduo puder buscar livremente seus próprios interesses. Essa é uma concepção obviamente errônea porque foi a intervenção nos mercados, não a ação livre dos mercados, que evitou que os sistemas financeiros entrassem em colapso. Não obstante, o fundamentalismo de livre mercado emergiu como a ideologia econômica dominante na década de 1980, quando os mercados financeiros começaram a ser globalizados, e os Estados Unidos passaram a ter um déficit em conta-corrente".
A globalização permitiu aos Estados Unidos sugar a poupança mundial, e consumir muito mais do que produzia, com o seu déficit em conta corrente atingindo 6,2% do PIB em 2006. Seus mercados financeiros 'empurravam' os consumidores a tomar emprestado, criando cada vez mais instrumentos sofisticados e condições favoráveis ao endividamento. As autoridades financeiras colaboravam e incentivavam esse processo, intervindo - para injetar liquidez - cada vez que o sistema financeiro global se visse em risco. A partir de 1980, os mercados financeiros mundiais começaram a ser desregulamentados, tendo sua supervisão governamental progressivamente relaxada até virtualmente desaparecer.
A superexpansão (super-boom) saiu dos trilhos quando os instrumentos financeiros se tornaram tão complicados que as autoridades financeiras governamentais se tornaram tecnicamente incapazes de avaliar os riscos desses instrumentos financeiros, e passaram a se utilizar dos sistemas de gerenciamento de risco dos próprios bancos privados. Da mesma maneira, as agências de análise de crédito internacionais se baseavam nas informações fornecidas pelos próprios criadores dos instrumentos sintéticos; às vésperas da quebra da Fannie Mae, essas agências ainda classificavam os derivativos de empréstimos subprime como um risco AAA. "Foi uma chocante abdicação de responsabilidade", classificou Soros.

### Riscos e poderes regulatórios
Para alguns analistas, a primeira metade da década de 2000 será relembrada como a época em que as inovações financeiras superaram a capacidade de avaliação de riscos, tanto dos bancos como das agências reguladoras de crédito. O caso do Citigroup é emblemático: o banco sempre esteve sob fiscalização do Federal Reserve, e seu quase colapso indica que não apenas a regulamentação então vigente foi ineficaz, como o governo norte-americano, mesmo depois de deflagrada a crise, subestimou sua severidade. O Citigroup não esteve sozinho dentre as instituições financeiras que se tornaram incapazes de compreender, totalmente, os riscos que estavam assumindo. À medida que os ativos financeiros se tornaram mais e mais complexos, e cada vez mais difíceis de serem avaliados, os investidores passaram a ser reassegurados pelo fato de que tanto as agências internacionais de avaliação de crédito de bônus (bonds) como os próprios agentes reguladores, que passaram a nelas se fiar, aceitavam como válidos os complexos modelos matemáticos - de impossível compreensão para a maioria das pessoas - usados pelos criadores dos produtos financeiros sintéticos, que "provavam" que os riscos eram muito menores do que veio a se verificar na realidade. Na opinião de George Soros, a posição das agências reguladoras financeiras estadunidenses demonstrou "uma chocante abdicação de suas responsabilidades".

### Crise dosubprime

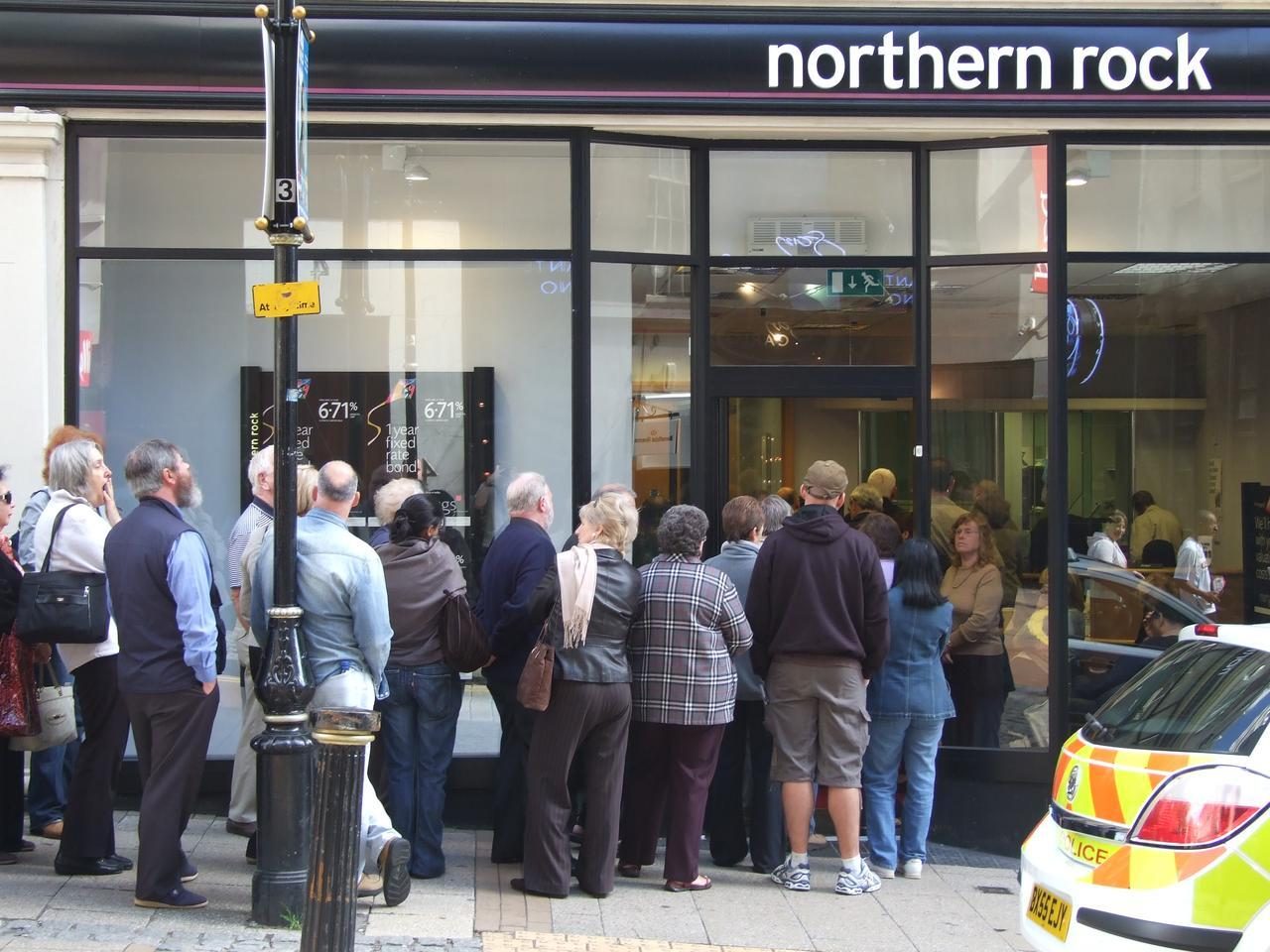
Em Birmingham, no início de 2007, fila de clientes diante do Banco Northern Rock, o primeiro banco a sofrer intervenção no Reino Unido, desde 1860.

A crise do subprime foi desencadeada em 2007, a partir da quebra de instituições de crédito dos Estados Unidos, que concediam empréstimos hipotecários de alto risco (em inglês: subprime loan ou subprime mortgage), arrastando vários bancos para uma situação de insolvência e repercutindo fortemente sobre as bolsas de valores de todo o mundo. Subprimes são créditos bancários de alto risco, que incluem desde empréstimos hipotecários até cartões de créditos e aluguéis de carros, e eram concedidos, nos Estados Unidos, a clientes sem comprovação de renda e com histórico ruim de crédito – a chamada clientela subprime. As taxas de juros eram pós-fixadas, isto é, determinadas no momento do pagamento das dívidas. Por esta razão, com a disparada dos juros nos Estados Unidos, muitos mutuários ficaram inadimplentes, isto é, sem condições de pagar as suas dívidas aos bancos.
A crise foi revelada ao público a partir de fevereiro de 2007, culminando na crise de 2008.
A quebra do banco de investimento sediado em Nova Iorque, Lehman Brothers, em 2008, foi seguida, no espaço de poucos dias, pela falência técnica da maior empresa seguradora dos Estados Unidos da América, a American International Group (AIG).
Outras importantes instituições financeiras do mundo, como o Citigroup e Merrill Lynch nos Estados Unidos, Northern Rock no Reino Unido, Swiss Re e UBS na Suíça, e Société Générale na França, declararam ter tido perdas colossais em seus balanços, o que agravou ainda mais o clima de desconfiança, que se generalizou. No Brasil, as empresas Sadia, Aracruz Celulose e Votorantim anunciaram perdas bilionárias.
Temendo que a crise tocasse a esfera da chamada "economia real", os bancos centrais foram conduzidos a injetar liquidez no mercado interbancário, para evitar o efeito dominó, com a quebra de outros bancos em cadeia, e que a crise se ampliasse em escala mundial.
Segundo declaração do FMI, em 7 de outubro de 2008, as perdas decorrentes de hipotecas do mercado imobiliário subprime, já realizadas, contabilizavam 1,4 trilhão de dólares, e o valor total dos créditos subprime, ainda em risco, se elevava a 12,3 trilhões, o que corresponde a 89% do PIB estadunidense.

## O socorro governamental

Queda da média Dow Jones de produção industrial em 2008. A crise levou à falência muitas instituições financeiras nos EUA e na Europa.

O governo norte-americano, que se recusou a oferecer garantias para que o banco inglês Barclays adquirisse o controle do cambaleante Lehman Brothers, alarmado com o efeito sistêmico que a falência dessa tradicional e poderosa instituição financeira - abandonada às "soluções de mercado" - provocou nos mercados financeiros mundiais, resolveu, em vinte e quatro horas, injetar oitenta e cinco bilhões de dólares de dinheiro público na AIG para salvar suas operações. Mas, em poucas semanas, a crise norte-americana já atravessava o Atlântico: a Islândia estatizou o segundo maior banco do país, que passava por sérias dificuldades. Mesmo os bancos que não trabalhavam com os chamados "créditos podres" foram atingidos. O banco britânico Northern Rock, por exemplo, não tinha hipoteca-lixo em seus livros. Porém, adotava uma  estratégia arriscada - tomar dinheiro emprestado a curto prazo (a cada três meses) às instituições financeiras, para emprestá-lo a longo prazo (em média, vinte anos), aos compradores de imóveis. O Northern Rock acabou por se tornar o primeiro banco britânico a sofrer intervenção governamental, desde 1860.
Um pacote, aprovado às pressas pelo congresso estadunidense, destinou 700 bilhões de dólares de dinheiro do contribuinte americano a socorro dos banqueiros. Desde a quebra do Bear Stearns até outubro de 2008, o governo estadunidense e a Reserva Federal já haviam despendido cerca de 2 (dois) trilhões de dólares na tentativa de salvar instituições financeiras. Os países da UE também despenderam várias centenas de bilhões de euros na tentativa de salvar seus próprios bancos. Em abril de 2009, o G-20, reunido em Londres, anunciou a injeção de 1 (um) trilhão de dólares na economia mundial de maneira a combater a crise financeira global.

## Análises e prognósticos

### Soros
George Soros, em seu livro The New Paradigm for Financial Markets (2008), diz que "estamos em meio a uma crise financeira não vista desde a crise de 1929" e declara que essa crise poderia, em tese, ter sido evitada:
| “ | desgraçadamente temos a ideia de fundamentalismo de livre mercado, que hoje é a ideologia dominante, e que pressupõe que os mercados se corrigem; e isso é falso porque geralmente é a intervenção das autoridades que salvam os mercados quando eles se atrapalham. Desde 1980 tivemos cinco ou seis crises: a crise bancária internacional de 1982, a falência do banco Continental Illinois em 1984 e a falência do Long-Term Capital Management, em 1998, para citar três. A cada vez, são as autoridades que salvam os mercados, ou organizam empresas para fazê-lo. As autoridades têm precedentes nos quais se basear. Mas, de alguma maneira, essa ideia de que os mercados tendem ao equilíbrio e que seus desvios são aleatórios ganhou aceitação geral e todos estes instrumentos sofisticados de investimentos foram baseados nela. | ” |

### Luigi Zingales
Em seu livro Luigi Zingales o atual sistema financeiro se arruinou graças a sua falta de coordenação e comunicação, essa falta de estrutura gera uma falha no sistema que as indústrias usam para evitar a regulamentação.
Para o autor, a alternativa de centralização representa problemas quanto a sua eficiência e  aproximação funcional possui problemas quanto a sua abrangência em situações intercambiáveis (por exemplo o caso de aumento dos empréstimos Citibank, qual era de natureza de segurança de preços e financeira), esse modelo também apresenta problemas quando deve nomear uma agência por tomar responsabilidade por uma má administração, tornando um “jogo de culpa” no qual nenhuma das agências está disposta a tomar a responsabilidade.

### Nassim Nicholas Taleb
Nassim Taleb, ex-corretor de derivativos e atual professor de engenharia de risco do Polytechnic Institute da New York University,  descreve o mundo socioeconômico como pouco influenciado por ações cotidianas. Segundo o autor, o que realmente muda o curso da história são eventos imprevisíveis, que abalam todo o sistema. Sua proposta se concentra no que ele denomina de antifragilidade, ou seja, a capacidade de instituições de resistir a tais eventos, que ele chama "cisnes negros". Taleb propõe cinco regras que podem ajudar a estabelecer a antifragilidade como um princípio da nossa vida socioeconômica.